# كوبا أمريكا تحت 17 سنة 2023
بطولة أمريكا الجنوبية تحت 17 سنة 2023 هي النسخة التاسعة عشرة من بطولة أمريكا الجنوبية تحت 17 سنة ( (بالإسبانية: CONMEBOL Sudamericano Sub-17)‏ )، وهي بطولة كرة القدم الدولية للشباب التي تنظم كل عامين من قبل اتحاد أمريكا الجنوبية لكرة القدم الكونميبول للمنتخبات الوطنية لأقل من 17 عامًا في أمريكا الجنوبية. قيمت في الإكوادور بين 30 مارس و23 أبريل 2023.
عادت بطولة أمريكا الجنوبية تحت 17 عامًا بعد 4 سنوات من الايقاف بسبب جائحة COVID-19 التي أجبرت الكونميبول على إلغاء البطولة في عام 2021. وكما البطولات السابقة، كانت البطولة بمثابة تصفيات اتحاد الكونميبول لكأس العالم تحت 17 سنة FIFA. تأهلت الفرق الأربعة الأولى في البطولة إلى كأس العالم تحت 17 سنة 2023 FIFA كممثلين للكونميبول.
فازت البرازيل بلقبها الثالث عشر في أمريكا الجنوبية تحت 17 سنة بعد أن احتلت المركز الأول في مجموعة المرحلة النهائية. تأهلت بطلة البرازيل، الدولة المضيفة والوصيفة الإكوادور، حاملة اللقب والأرجنتين صاحبة المركز الثالث والمركز الرابع فنزويلا لكأس العالم تحت 17 سنة 2023 FIFA.

## المنتخبات
جميع المنتخبات الوطنية العشرة الأعضاء في CONMEBOL مؤهلة لدخول البطولة.
| فريق                     | مظهر | أفضل أداء سابق                        |
| ------------------------ | ---- | ------------------------------------- |
| الأرجنتين (حاملو)        | 19   | Champions (4 مرات، آخر مرة في 2019 )  |
| بوليفيا                  | 19   | Champions (مرة واحدة، 1986 )          |
| البرازيل                 | 19   | Champions (12 مرة، آخر مرة في 2017 )  |
| تشيلي                    | 19   | Runners-up (3 مرات، آخر مرة في 2019 ) |
| كولومبيا                 | 19   | Champions (مرة واحدة، 1993 )          |
| الإكوادور (البلد المضيف) | 18   | Third place (4 مرات، آخر 2015 )       |
| باراغواي                 | 18   | Runners-up (مرة واحدة، 1999 )         |
| بيرو                     | 19   | Fourth place (مرة واحدة، 2007 )       |
| الأوروغواي               | 19   | Runners-up (3 مرات، آخر 2011 )        |
| فنزويلا                  | 19   | Runners-up (مرة واحدة، 2013 )         |

## الملاعب
تم اختيار الإكوادور في الأصل لاستضافة بطولة أمريكا الجنوبية تحت 17 سنة التي كان من المقرر أن تقام في عام 2021. تم إلغاء تلك البطولة بسبب جائحة كورونا 19 COVID-19، ومع ذلك، حافظت الإكوادور على حقها في اقامة البطولة ولكن في عام 2023. وستكون هذه هي المرة الرابعة التي تستضيف فيها الإكوادور البطولة بعد أن سبق لها ذلك في 1988 (تحت 16 سنة) و 2007 و2011.
تم اختيار مدينة غواياكيل و مدينة كيتو كمدن مضيفة. في الأصل، كان غواياكيل تستضيف مباريات المرحلة الأولى في ملعبين، كريستيان بينيتيز بيتانكورت وملعب جورج كابويل. بعد ذلك، تمت إضافة ملعب مونومنتال إيسيدرو روميرو كمكان لاستضافة أربع مباريات من المجموعة A. أقيمت مباريات المرحلة النهائية في كيتو في ملعبين، ملعب أوليمبيكو أتاهوالبا وملعب رودريجو باز ديلجادو.
| كوبا أمريكا تحت 17 سنة 2023 (الإكوادور) | Quito                   | Quito                         |
| --------------------------------------- | ----------------------- | ----------------------------- |
| كوبا أمريكا تحت 17 سنة 2023 (الإكوادور) | ملعب آتاهوالبا الأولمبي | Estadio Rodrigo Paz Delgado   |
| كوبا أمريكا تحت 17 سنة 2023 (الإكوادور) | Capacity: 35,258        | Capacity: 41,575              |
| كوبا أمريكا تحت 17 سنة 2023 (الإكوادور) |                         |                               |
| Guayaquil                               |                         |                               |
| Estadio Christian Benítez Betancourt    | ملعب جورج كابويل        | ملعب مونومنتال إيسيدرو روميرو |
| Capacity: 10,152                        | Capacity: 40,020        | Capacity: 57,267              |
|                                         |                         |                               |

## حكام المباريات
في 23 فبراير 2023 أعلن اتحاد الكونميبول عن تعيين 11 حكماً للساحة و 22 حكماً مساعداً للبطولة،  من بينهم فريق تحكيم من الاتحاد الأوروبي لكرة القدم تم تأكيده لاحقًا ليكون فريق تحكيم إيطالي. للمرة الأولى، سيشارك فريق تحكيم من الاتحاد الأوروبي لكرة القدم في بطولة أمريكا الجنوبية تحت 17 سنة كجزء من مذكرة التفاهم بين UEFA و CONMEBOL الموقعة في فبراير 2020، والتي تضمنت برنامجًا لتبادل الحكام. وتم استبدال الحكم التشيلي نيكولاس جامبوا من قبل مواطنه فيليبي غونزاليس.
| - Andrés Merlos - Assistants: Pablo González and Sebastián Raineiri - Dilio Rodríguez - Assistants: Roger Orellana and Rubén Flores - Savio Sampaio - Assistants: Guillerme Dias Camilo and Nailton Sousa - Felipe González - Assistants: Juan Serrano and Carlos Poblete - Carlos Betancur - Assistants: Miguel Roldán and Richard Ortiz | - Augusto Aragón - Assistants: Juan Aguiar and Andrés Tola - سيمون سوزا - Assistants: Giovanni Baccini and Davide Imperiale - Michael Espinoza - Assistants: Coty Carrera and Enrique Pinto - José Burgos - Assistants: Pablo Llarena and Santiago Fernández - Ángel Arteaga - Assistants: Carlos López and Antoni García |

دعم الحكام
| - David Fuentes (assistant referee) - Bruno Pérez (main referee) | - Agustín Berisso (assistant referee) |

## المنتخبات
اللاعبون المولودون بين 1 يناير 2006 و31 ديسمبر 2010 كانوا مؤهلين للمنافسة في البطولة. يمكن لكل فريق تسجيل 23 لاعبًا كحد أقصى و 19 لاعبًا على الأقل، بما في ذلك 3 حراس مرمى على الأقل (المادتان 46 و 49 من اللوائح).

## القرعة
تم إجراء قرعة البطولة في 24 فبراير 2023، الساعة 12:00 بتوقيت المحيط الهادئ ( UTC − 3 )، في مقر الاتحاد في مدينة لوك في باراغواي. تم تقسيم الفرق العشرة إلى مجموعتين من خمسة. تم تصنيف الدولة المضيفة الإكوادور وحاملة اللقب الأرجنتين في المجموعة الاولى والمجموعة الثانية على التوالي وتم تعيينها في المركز 1 في مجموعتهم، بينما تم وضع الفرق المتبقية في أربعة "مجموعات ثنائية" وفقًا لنتائجهم في بطولة أمريكا الجنوبية تحت 17 سنة 2019. (موضح بين قوسين).
| البطل والمضيف                                                                           | وعاء                       | وعاء2                       | وعاء 3                       | وعاء 4                        |
| --------------------------------------------------------------------------------------- | -------------------------- | --------------------------- | ---------------------------- | ----------------------------- |
| - الإكوادور (4) (Hosts, assigned to A1) - الأرجنتين (1) (Title holders, assigned to B1) | - تشيلي (2) - باراغواي (3) | - بيرو (5) - الأوروغواي (6) | - البرازيل (7) - فنزويلا (8) | - كولومبيا (9) - بوليفيا (10) |

من كل رهان ، تم وضع الفريق الأول الذي تم سحبه في المجموعة A والفريق الثاني الذي تم سحبه تم وضعه في المجموعة B. في كلتا المجموعتين ، تم تخصيص الفرق من الوعاء 1 في المركز 2 ، والفرق من الوعاء 2 في المركز 3 ، والفرق من الوعاء 3 في المركز 4 والفرق من الوعاء 4 في المركز 5.
المجموعات
نتج عن القرعة المجموعات التالية:
| Pos | Team       |
| --- | ---------- |
| A1  | الإكوادور  |
| A2  | تشيلي      |
| A3  | الأوروغواي |
| A4  | البرازيل   |
| A5  | كولومبيا   |

| Pos | Team      |
| --- | --------- |
| B1  | الأرجنتين |
| B2  | باراغواي  |
| B3  | بيرو      |
| B4  | فنزويلا   |
| B5  | بوليفيا   |

## المرحلة الأولى
ستتقدم الفرق الثلاثة الأولى في كل مجموعة إلى المرحلة النهائية.
كسر التعادل
في المرحلة الأولى، تم تصنيف الفرق وفقًا للنقاط المكتسبة (3 نقاط للفوز، نقطة واحدة للتعادل، 0 نقطة للخسارة). إذا تم التعادل في النقاط، فسيتم تطبيق كسر التعادل بالترتيب التالي (المادة 21 من اللوائح):
1. نتيجة المواجهة بين الفرق المتعادلة ؛
  - النقاط في المباريات وجهاً لوجه بين الفرق المتعادلة ؛
  - فارق الأهداف في المباريات وجهاً لوجه بين الفرق المتعادلة ؛
  - الأهداف المسجلة في المباريات المباشرة بين الفرق المتعادلة ؛
2. فارق الأهداف في جميع مباريات المجموعة ؛
3. الأهداف المسجلة في جميع مباريات المجموعة ؛
4. تلقي أقل عدد من البطاقات الحمراء ؛
5. تم استلام أقل عدد من البطاقات الصفراء ؛
6. سحب القرعة.

### المجموعة الاولى
في 1 أبريل أعلن اتحاد الكونميبولأن مباريات يومي 3 و 4 من المجموعة A سيتم نقلها إلى ملعب مونومنتال إيسيدرو روميرو بسبب الظروف السيئة للملعب في Estadio Christian Benítez Betancourt، الملعب الأصلي لهذه المباريات.
| التريب | المنتخب          | لعب | فاز | تعادل | خسارة | له | عليه | فارق اهداف | نقاط | النتيجة           |
| ------ | ---------------- | --- | --- | ----- | ----- | -- | ---- | ---------- | ---- | ----------------- |
| 1      | البرازيل         | 4   | 3   | 1     | 0     | 11 | 3    | +8         | 10   | المرحلة النهائية  |
| 2      | تشيلي            | 4   | 2   | 1     | 1     | 5  | 4    | +1         | 7    | المرحلة النهائية  |
| 3      | الإكوادور المضيف | 4   | 1   | 2     | 1     | 7  | 5    | +2         | 5    | المرحلة النهائية  |
| 4      | الأوروغواي       | 4   | 1   | 1     | 2     | 2  | 5    | −3         | 4    | الخروج من المرحلة |
| 5      | كولومبيا         | 4   | 0   | 1     | 3     | 1  | 9    | −8         | 1    | الخروج من المرحلة |

| كولومبيا | 0–0   | الأوروغواي |
| -------- | ----- | ---------- |
|          | تقرير |            |

| الإكوادور                    | 2–2   | البرازيل            |
| ---------------------------- | ----- | ------------------- |
| - Reyes 87' - De Jesús 90+1' | تقرير | Kauã Elias 23'، 36' |

| البرازيل                               | 3–0   | تشيلي |
| -------------------------------------- | ----- | ----- |
| - Kauã Elias 30'، 36' - João Pedro 87' | تقرير |       |

| كولومبيا | 0–4   | الإكوادور                                       |
| -------- | ----- | ----------------------------------------------- |
|          | تقرير | - Obando 26'، 81' - De Jesús 76' - Bermúdez 88' |

| تشيلي                   | 2–0   | الأوروغواي |
| ----------------------- | ----- | ---------- |
| - Hales 33' - Román 59' | تقرير |            |

| البرازيل                                              | 3–1   | كولومبيا  |
| ----------------------------------------------------- | ----- | --------- |
| - Dudu 54' (ركلة.) - Riquelme Fillipi 69' - Rayan 87' | تقرير | López 67' |

| تشيلي                       | 2–0   | كولومبيا |
| --------------------------- | ----- | -------- |
| - Campos 57' - Riquelme 77' | تقرير |          |

| الأوروغواي                          | 2–0   | الإكوادور |
| ----------------------------------- | ----- | --------- |
| - González 47' - Barone 77' (ركلة.) | تقرير |           |

| الإكوادور    | 1–1   | تشيلي       |
| ------------ | ----- | ----------- |
| Bermúdez 55' | تقرير | Ampuero 39' |

| الأوروغواي | 0–3   | البرازيل                                    |
| ---------- | ----- | ------------------------------------------- |
|            | تقرير | - Rayan 66' - Lorran 84' - Matheus Reis 90' |

### المجموعة الثانية
| التريب | المنتخب   | لعب | فاز | تعادل | خسارة | له | عليه | فارق اهداف | نقاط | النتيجة           |
| ------ | --------- | --- | --- | ----- | ----- | -- | ---- | ---------- | ---- | ----------------- |
| 1      | الأرجنتين | 4   | 3   | 1     | 0     | 9  | 3    | +6         | 10   | المرحلة النهائية  |
| 2      | باراغواي  | 4   | 2   | 2     | 0     | 9  | 3    | +6         | 8    | المرحلة النهائية  |
| 3      | فنزويلا   | 4   | 1   | 2     | 1     | 5  | 5    | 0          | 5    | المرحلة النهائية  |
| 4      | بوليفيا   | 4   | 1   | 0     | 3     | 3  | 7    | −4         | 3    | الخروج من المرحلة |
| 5      | بيرو      | 4   | 0   | 1     | 3     | 1  | 9    | −8         | 1    | الخروج من المرحلة |

| بوليفيا                       | 2–1   | بيرو      |
| ----------------------------- | ----- | --------- |
| - Paniagua 70' - Mamani 90+2' | تقرير | Soyer 29' |

| الأرجنتين                                        | 4–2   | فنزويلا                             |
| ------------------------------------------------ | ----- | ----------------------------------- |
| - Echeverri 14' - López 21' - Ruberto 45+1'، 63' | تقرير | - Martínez 31' (ركلة.) - Colina 36' |

| فنزويلا        | 1–1   | باراغواي             |
| -------------- | ----- | -------------------- |
| Martínez 90+2' | تقرير | Villalba 62' (ركلة.) |

| بوليفيا | 0–1   | الأرجنتين |
| ------- | ----- | --------- |
|         | تقرير | Acuña 69' |

| فنزويلا                     | 2–0   | بوليفيا |
| --------------------------- | ----- | ------- |
| - Martínez 53' - Arango 61' | تقرير |         |

| باراغواي                                  | 4–0   | بيرو |
| ----------------------------------------- | ----- | ---- |
| - Villalba 38' - Miño 67'، 74' - Mora 84' | تقرير |      |

| باراغواي                                         | 3–1   | بوليفيا    |
| ------------------------------------------------ | ----- | ---------- |
| - Villalba 20' - Torrez 32' (ه.ذ.) - Riveros 37' | تقرير | Torrez 84' |

| بيرو | 0–3   | الأرجنتين                          |
| ---- | ----- | ---------------------------------- |
|      | تقرير | - Echeverri 17'، 37' - Ruberto 22' |

| الأرجنتين     | 1–1   | باراغواي     |
| ------------- | ----- | ------------ |
| Gutiérrez 87' | تقرير | Balbuena 34' |

| بيرو | 0–0   | فنزويلا |
| ---- | ----- | ------- |
|      | تقرير |         |

## المرحلة النهائية
إذا أنهت الفرق مستوى النقاط ، فسيتم تحديد الترتيب النهائي وفقًا لنفس معايير المرحلة الأولى، مع مراعاة المباريات فقط في المرحلة النهائية.
جميع أوقات المباريات بتوقيت ECT (UTC−5) ، كما هو مذكور بواسطة الكونميبول .
| التريب | المنتخب                  | لعب | فاز | تعادل | خسارة | له | عليه | فارق اهداف | نقاط | النتيجة                    |
| ------ | ------------------------ | --- | --- | ----- | ----- | -- | ---- | ---------- | ---- | -------------------------- |
| 1      | البرازيل (البطل)         | 5   | 4   | 1     | 0     | 13 | 7    | +6         | 13   | كأس العالم تحت 17 سنة 2023 |
| 2      | الإكوادور المضيف         | 5   | 3   | 2     | 0     | 10 | 4    | +6         | 11   | كأس العالم تحت 17 سنة 2023 |
| 3      | الأرجنتين (البطل السابق) | 5   | 2   | 1     | 2     | 6  | 5    | +1         | 7    | كأس العالم تحت 17 سنة 2023 |
| 4      | فنزويلا                  | 5   | 2   | 1     | 2     | 7  | 5    | +2         | 7    | كأس العالم تحت 17 سنة 2023 |
| 5      | باراغواي                 | 5   | 1   | 1     | 3     | 4  | 8    | −4         | 4    |                            |
| 6      | تشيلي                    | 5   | 0   | 0     | 5     | 0  | 11   | −11        | 0    |                            |

| الأرجنتين                             | 2–0   | تشيلي |
| ------------------------------------- | ----- | ----- |
| - Campos 42' (ه.ذ.) - Echeverri 45+2' | تقرير |       |

| البرازيل                   | 2–1   | فنزويلا    |
| -------------------------- | ----- | ---------- |
| - João Pedro 6' - Dudu 33' | تقرير | Arango 52' |

| الإكوادور                                             | 3–1   | باراغواي     |
| ----------------------------------------------------- | ----- | ------------ |
| - Rodríguez 43' - Bermúdez 61' - Arroyo 90+2' (ركلة.) | تقرير | Villalba 19' |

| البرازيل                                          | 3–2   | باراغواي                     |
| ------------------------------------------------- | ----- | ---------------------------- |
| - Gómez 23' (ه.ذ.) - Rayan 42' - Luiz Gustavo 79' | تقرير | - Riveros 19' - Aguayo 90+2' |

| الأرجنتين        | 2–1   | فنزويلا     |
| ---------------- | ----- | ----------- |
| López 15'، 45+5' | تقرير | Reinoso 24' |

| تشيلي | 0–3   | الإكوادور                                    |
| ----- | ----- | -------------------------------------------- |
|       | تقرير | - Bermúdez 40' - Obando 57' - De Jesús 90+2' |

| باراغواي | 0–0   | الأرجنتين |
| -------- | ----- | --------- |
|          | تقرير |           |

| تشيلي | 0–2   | فنزويلا                      |
| ----- | ----- | ---------------------------- |
|       | تقرير | - Hidalgo 70' - Meléndez 85' |

| الإكوادور       | 2–2   | البرازيل                                 |
| --------------- | ----- | ---------------------------------------- |
| Arroyo 23'، 38' | تقرير | - Collahuazo 45' (ه.ذ.) - Kauã Elias 52' |

| فنزويلا                       | 2–0   | باراغواي |
| ----------------------------- | ----- | -------- |
| - Martínez 70' - González 85' | تقرير |          |

| تشيلي | 0–3   | البرازيل                               |
| ----- | ----- | -------------------------------------- |
|       | تقرير | - Rayan 11' (ركلة.)، 31' - Ricardo 59' |

| الأرجنتين | 0–1   | الإكوادور |
| --------- | ----- | --------- |
|           | تقرير | Páez 6'   |

| باراغواي | 1–0   | تشيلي |
| -------- | ----- | ----- |
| Miño 51' | تقرير |       |

| البرازيل                                           | 3–2   | الأرجنتين                        |
| -------------------------------------------------- | ----- | -------------------------------- |
| - Riquelme Fillipi 11' - Dudu 29' - João Pedro 60' | تقرير | - J. Giménez 33' - Echeverri 55' |

| فنزويلا    | 1–1 | الإكوادور |
| ---------- | --- | --------- |
| Colina 74' |     | Páez 46'  |

| بطل كوبا اميركا تحت 17 سنة لعام 2023 |
| ------------------------------------ |
| · البرازيل · للمرة الثالثة عشر       |

## الهدافون
عدد الأهداف المُسجلة  93 هدفًا  في 35 مباراة، بمتوسط 2.66 هدفًا في المباراة الواحدة.
5 أهداف
- Claudio Echeverri
- Kauã Elias
- Rayan

4 أهداف
- Michael Bermúdez
- Rodrigo Villalba
- David Martínez

3 أهداف
- Santiago López
- Agustín Ruberto
- Dudu
- João Pedro
- Keny Arroyo
- Geremy de Jesús
- Allen Obando
- César Miño

هدفان
- Riquelme Fillipi
- Kendry Páez
- Paulo Riveros
- Juan Arango
- Junior Colina

هدف
- Valentino Acuña
- Juan Giménez
- Kevin Gutiérrez
- Braian Mamani
- Moisés Paniagua
- Marcelo Torrez
- Lorran
- Luiz Gustavo
- Matheus Reis
- Ricardo
- Benjamín Ampuero
- Víctor Campos
- Alejandro Hales
- Benjamín Riquelme
- Iván Román
- William López
- Jairo Reyes
- Juan Rodríguez
- Ángel Aguayo
- Axel Balbuena
- Jorge Mora
- Bassco Soyer
- Deivis Barone
- Edison González
- Mayken González
- Rai Hidalgo
- Enmanuel Meléndez
- Lucciano Reinoso

هدف ذاتي
- Marcelo Torrez (against Paraguay)
- Víctor Campos (against Argentina)
- Jair Collahuazo (against Brazil)
- Rodrigo Gómez (against Brazil)

## الفرق المؤهلة لكأس العالم تحت 17 سنة
بناء على نتائج البطولة فان المنتخبات التي تأهلت  إلى كأس العالم تحت 17 سنة 2023 هيː
| المنتخب   | التأهل        | الاداء السابق في كأس العالم تحت 17 سنة 1                                                                  |
| --------- | ------------- | --- |
| الأرجنتين | 17 أبريل 2023 | 14 (1985، 1989، 1991، 1993، 1995، 1997، 2001، 2003، 2007، 2009، 2011، 2013، 2015، 2019)                   |
| البرازيل  | 17 أبريل 2023 | 17 (1985، 1987، 1989، 1991، 1995, 1997, 1999, 2001, 2003, 2005، 2007، 2009، 2011، 2013، 2015، 2017, 2019) |
| الإكوادور | 17 أبريل 2023 | 5 (1987, 1995, 2011، 2015، 2019)                                                                          |
| فنزويلا   | 20 أبريل 2023 | 1 (2013)                                                                                                  |

1 يشير اللون الغامق إلى أبطال تلك السنة. مائل يشير إلى المضيفين لتلك السنة.

## الملاحظات
1. 1 2  The Chile vs Colombia match was stopped during the half-time and resumed one hour later due to the weather conditions;[22] consequently, the next match Uruguay vs Ecuador, originally scheduled at 19:00 ECT (UTC−5), was delayed until 20:00 ECT.[23]
2. 1 2  The Venezuela vs Paraguay match was stopped after 12 minutes of play and resumed one hour later due to the poor conditions of the field because of rain;[24] consequently, the next match Bolivia vs Argentina, originally scheduled at 19:00 ECT (UTC−5), was delayed until 20:30 ECT.[25][26]
3. 1 2  The Venezuela vs Bolivia match, originally scheduled at 16:30 ECT (UTC−5), was delayed until 18:00 ECT due to the weather conditions;[27] consequently, the next match Paraguay vs Peru, originally scheduled at 19:00 ECT (UTC−5), was delayed until 20:30 ECT.[28]